# Šatiya
Šatiya (ma anche Satiya o Shatiya; fl. XIV secolo a.C.) è stato un politico egizio, governatore della città-stato di Enišasi nel periodo 1350-1335 a.C.

## Biografia
La sua attività è documentata dall'epistolario noto come lettere di Amarna (in tavolette di argilla) del periodo 1350-1335 a.C. Nell'intero corpus dell'epistolario, costituito da 382–lettere, il suo nome si trova soltanto nella sua lettera al faraone d'Egitto, EA 187 (dove EA sta per el Amarna). La città stato di Šatiya, Enišasi, si trova citata in una sola altra lettera, scritta da un altro governatore di Enišasi, Abdi-Riša.

## Lettera di Šatiya n. 187
L'unica lettera di Satiya al faraone, è una moderatamente breve lettera dal titolo: Una figlia inviata al Faraone. Poiché cinque righe della lettera sono andate perdute (una  lacuna), il soggetto principale è andato perduto, tranne che per la frase finale concernante la figlia di Satiya.

### Oggetto della lettera:"una figlia inviata al Faraone"
"Di[co al r]e, mio signore, [mio dio, mio sole: mess]aggio di Šatiya, governatore di [ Enišasi ], tuo [ser]vo, prostrato ai tuoi pi]edi, mio signore. Io mi [pro]stro [a]i piedi del re, [mio] signore, mio dio, mio sole, 7 volte e 7 volte.
Poiché sono il lea[le] servitore del re, mio signore, mio dio, [mio sole], in questo luogo, e Enišasi è una città del re, mio signore, [mio] dio, mio [sole], io sono a guardia [del luo]go del re, [m]io sig[nore, mio dio, mio sole, dove risiedo].   ...
...
 ...ed io qu[i acclusa in]vio mia figlia al [pa]lazzo, [a]l re, mio signore, m[io] dio, mio sole."  -EA 187, righe 1-22 (16-21 smarrite-lacuna)